# Conophytum meyeri
Conophytum meyeri es una especie de planta suculenta perteneciente a la familia de las aizoáceas.  Es originaria de Sudáfrica.

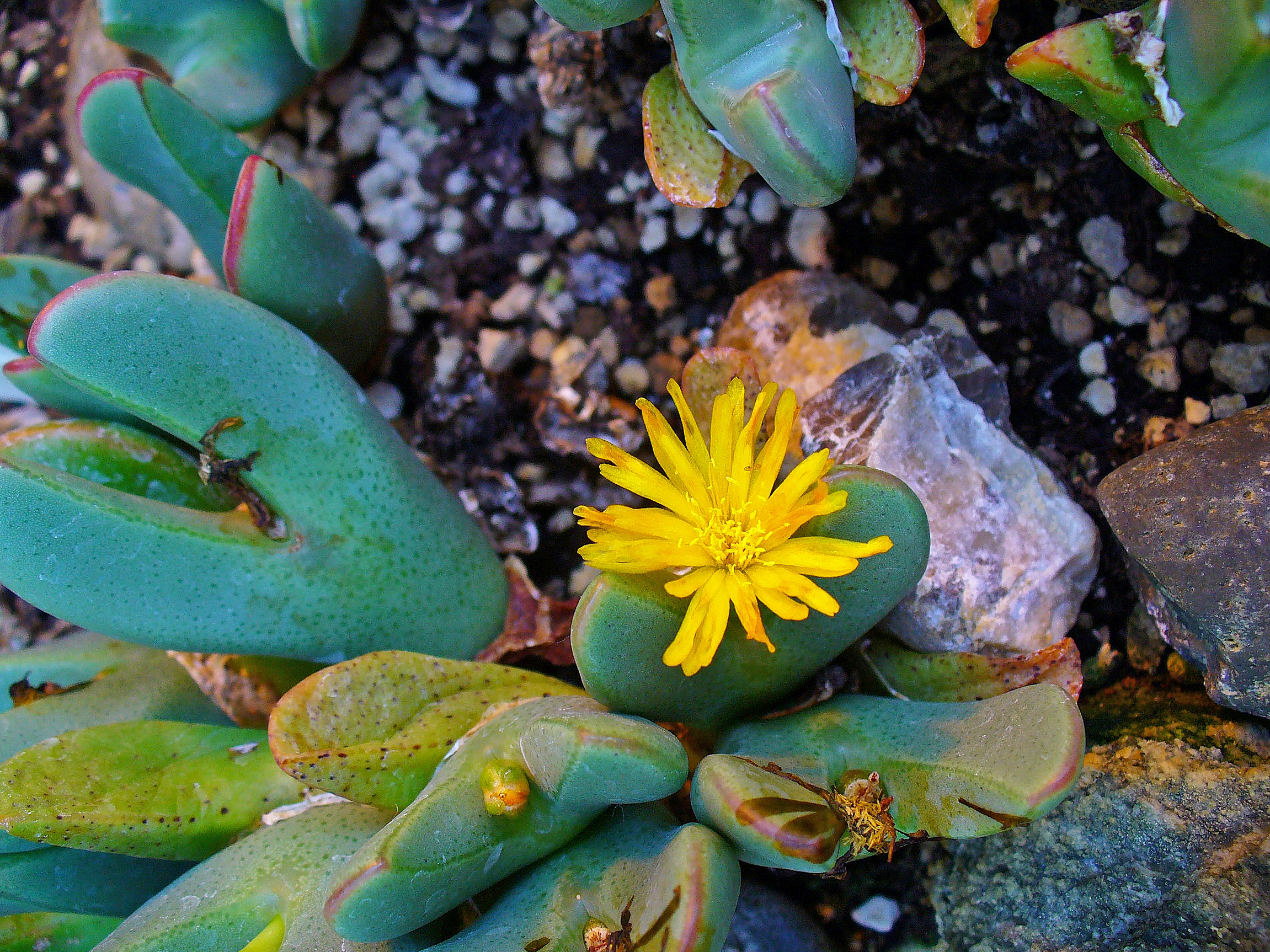
Detalle de planta en flor

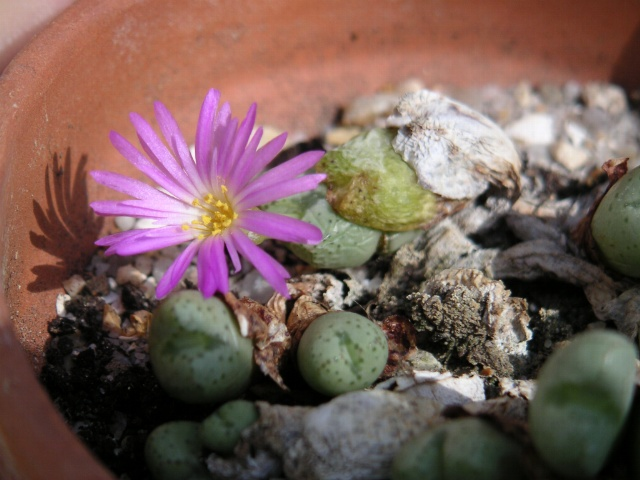
Detalle de planta en flor

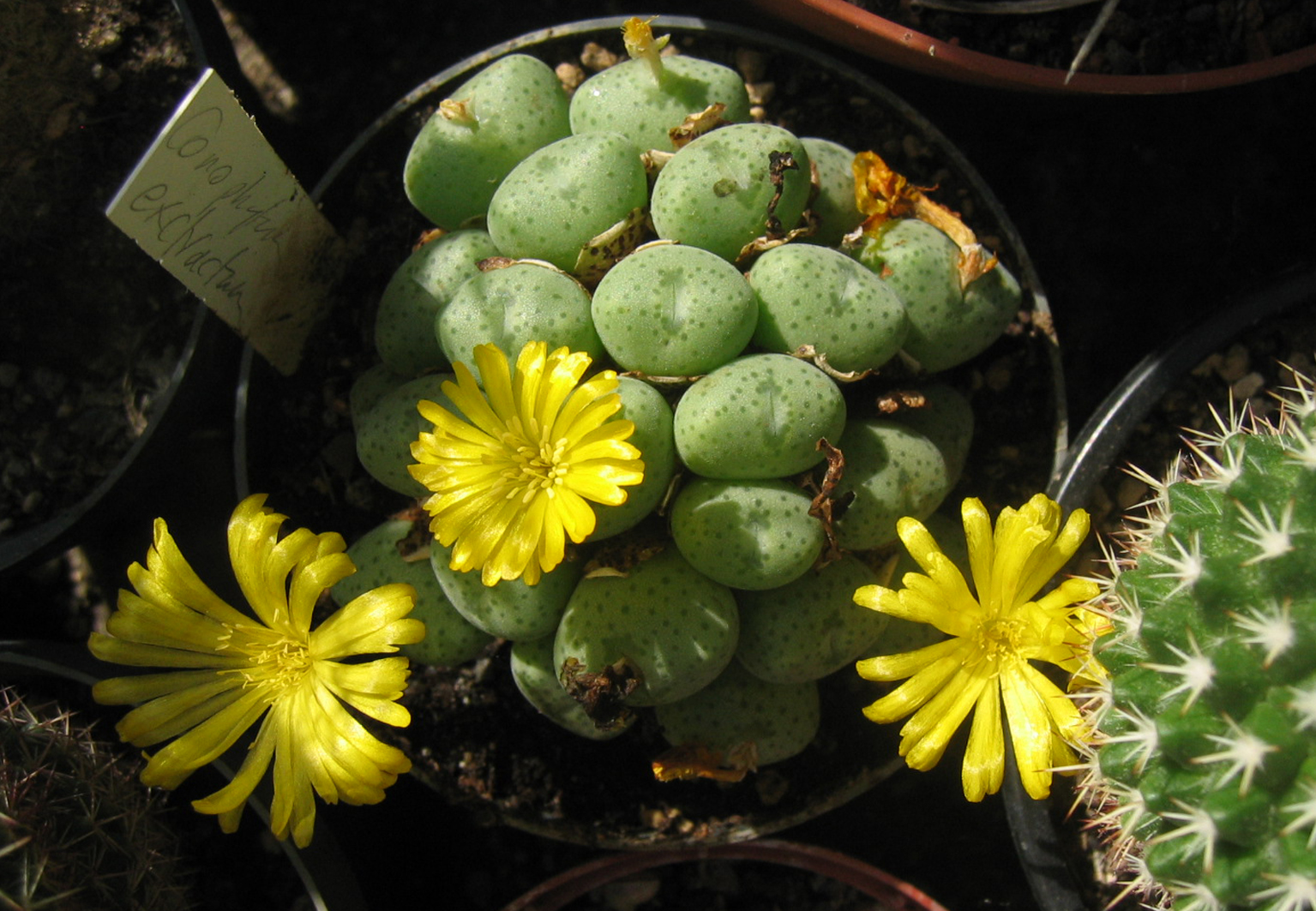
Vista de la planta

## Descripción
Es una pequeña planta suculenta perennifolia de pequeño tamaño que alcanza los 4 cm de altura a una altitud de 130 - 980 metros en Sudáfrica.
Está formada por pequeños cuerpos carnosos que forman grupos compactos de hojas casi esféricas, soldadas hasta el punto de que sólo una muy pequeña diferencia separan a las dos hojas. En la naturaleza, los grupos de hojas se esconden entre las rocas y en las grietas, que retienen depósitos apreciable de arcilla y arena.

## Taxonomía
Conophytum meyeri fue descrita por   N.E.Br. y publicado en Gard. Chron. 1925, Ser. III. lxxviii. 484.
Etimología
Conophytum: nombre genérico que deriva de las palabras griegas: κωνος (cono) = "cono" y φυτόν (phyton) = "planta".
meyeri: epíteto
Sinonimia
- Conophytum ecarinatum var. candidum (L.Bolus) Rawé
- Conophytum candidum L.Bolus (1954)
- Conophytum corculum Schwantes (1929)
- Conophytum laetum var. extractum (Tischer) Rawé
- Conophytum extractum Tischer (1957)
- Conophytum globuliforme Schick & Tischer (1927)
- Conophytum laetum L.Bolus (1937)
- Conophytum leopardinum L.Bolus (1962)
- Conophytum semilunulum Tischer (1959)
- Conophytum ramosum Lavis (1931)
- Conophytum nanum Tischer (1935)
- Conophytum niveum L.Bolus (1954)
- Conophytum ovigerum Schwantes (1929)
- Conophytum papillatum L.Bolus (1958)
- Conophytum puberulum Lavis (1931)
- Conophytum retusum N.E.Br. (1927)
- Conophytum microstoma L.Bolus (1959)[2][3]